# Roomisaari
Roomisaari är en ö i Finland. Den ligger i Torne älv och i kommunerna Torneå och Övertorneå i den ekonomiska regionen  Tornedalens ekonomiska region  och landskapet Lappland, i den norra delen av landet, 700 km norr om huvudstaden Helsingfors. Öns area är 52,8 hektar och dess största längd är 1,9 kilometer i sydöst-nordvästlig riktning.